# Lisa Bremseth
Lisa Bremseth (25 giugno 1979) è un'ex sciatrice alpina norvegese.

## Biografia
Originaria di Jakobsli di Trondheim e attiva in gare FIS dal gennaio del 1995, esordì in Coppa Europa il 12 dicembre 1996 a Sankt Sebastian in slalom gigante e in Coppa del Mondo il 9 dicembre 2000 a Sestriere nella medesima specialità, in entrambi i casi senza completare la prova. In Coppa Europa ottenne il primo podio il 25 gennaio 2002 a Rogla in slalom speciale (3ª) e l'unica vittoria il 18 dicembre 2002 a Špindlerův Mlýn nella medesima specialità.
Ottenne il miglior piazzamento in Coppa del Mondo il 29 dicembre 2002 a Semmering in slalom speciale (10ª) e nella stessa stagione esordì ai Campionati mondiali: nella rassegna iridata di Sankt Moritz 2003 non completò lo slalom speciale. Ottenne il terzo e ultimo podio in Coppa Europa il 2 dicembre 2004 a Åre in slalom speciale (3ª) e ai successivi Mondiali di Bormio/Santa Caterina Valfurva 2005, sua ultima presenza iridata, si classificò 28ª nello slalom gigante. Prese per l'ultima volta il via in Coppa del Mondo il 5 marzo 2006 a Hafjell/Kvitfjell in slalom gigante (28ª) e si ritirò durante la stagione 2006-2007; la sua ultima gara fu uno slalom gigante FIS disputato il 30 gennaio a Oppdal, non completato dalla Bremseth.

## Palmarès

### Coppa del Mondo
- Miglior piazzamento in classifica generale: 71ª nel 2003

### Coppa Europa
- Miglior piazzamento in classifica generale: 25ª nel 2002
- 3 podi:
  - 1 vittoria
  - 2 terzi posti

#### Coppa Europa - vittorie
| Data             | Località        | Paese     | Specialità |
| ---------------- | --------------- | --------- | ---------- |
| 18 dicembre 2002 | Špindlerův Mlýn | Rep. Ceca | SL         |

Legenda:

SL = slalom speciale

#### Coppa Europa - gare a squadre
- 1 podio:
  - 1 secondo posto

### Campionati norvegesi
- 6 medaglie
  - 1 oro (combinata[1] nel 2003)
  - 1 argento (slalom speciale nel 2003)
  - 4 bronzi (supergigante, slalom gigante nel 2000; supergigante nel 2002; slalom speciale nel 2005)